# Avenida La Plata
La avenida La Plata es una arteria vial de la Ciudad de Buenos Aires, Argentina. Debe su nombre a la ciudad de La Plata, capital de la provincia de Buenos Aires.

## Características
Tiene dirección norte-sur y posee doble sentido de circulación. Las avenidas y calles que la cruzan cambian de denominación, con excepción de las avenidas donde comienza y termina: Rivadavia y Sáenz.
En una de las esquinas del cruce con Avenida Rivadavia, se encuentra la boca de entrada a la estación Río de Janeiro de la Línea A de la red de subterráneos, y así también en el cruce con la Avenida San Juan, se encuentra la estación Avenida La Plata de la Línea E. Sobre el 1700 de ella se alzaba el estadio popularmente conocido como "Gasómetro" y considerado uno de los más emblemáticos de la ciudad de Buenos Aires, perteneciente al Club Atlético San Lorenzo de Almagro; fue demolido en 1982 para erigirse en su lugar un hipermercado Carrefour, y hoy en día ha vuelto a pertenecer al club gracias al aporte de la Subcomisión del hincha.

## Recorrido
Nace en la Avenida Rivadavia a continuación de la Calle Río de Janeiro, en el límite de los barrios de Caballito y Almagro.
Es divisoria de los barrios de Caballito y Almagro, y luego de Avenida San Juan y Avenida Directorio, forma el límite entre los barrios de Parque Chacabuco y Boedo.
Finaliza en el barrio de Nueva Pompeya al sur de la ciudad, sobre la Avenida Sáenz, a pocos metros de la Estación Dr. A. Sáenz de la Línea Belgrano Sur de los Ferrocarriles metropolitanos de Buenos Aires. Su continuación es la Calle Grito de Asencio en el barrio de Nueva Pompeya

## Intersecciones
A continuación, se muestran los principales cruces de esta avenida.
| CONTgq | TEEa | STRq |

|  | RM |

| STRq | RMKRZ | CONTfq |

|  | RM |

| RMCONTgq | RMKRZ | RMq |

| STRq | RMKRZ | STRq |

| RMq | RMKRZ | RMCONTfq |

| RAq | RMu + RAq | RAq |

|  | RM |

| RMq | RMKRZ | RMq |

| RMCONTgq | RMKRZ | RMq |

|  | RM | STADIUM |

|  | RM |

| RMq | RMKRZ | RMq |

| RMq | RMKRZ | RMq |

|  | RM |

| RMq | RMKRZ | RMq |

|  | RMCONTf |